# 莫焦罗德
莫焦罗德（匈牙利语：Mogyoród ）是一个位于匈牙利佩斯州的小型传统村庄。莫焦罗德战役于1074年3月14日在匈牙利国王所罗门与他的堂表亲盖佐和拉迪斯劳斯之间于此地进行，他们声称拥有王位的权利。
匈牙利赛道位于此地。

## 著名居民
- 拜博·卡罗伊（英语：Károly Bebo），匈牙利雕塑家